# استپی جاروعلفی
استپی جاروعلفی (نام علمی: Stipa bromoides) نام یک گونه از سرده استپی است. سرده استپی در ایران در حدود ۲۰ گونه گیاه گندمی چندساله و یکساله دارد.